# Liberk
Liberk är en ort i Tjeckien. Den ligger i den nordöstra delen av landet, 140 km öster om huvudstaden Prag. Liberk ligger 459 meter över havet och antalet invånare är 702.
Terrängen runt Liberk är kuperad åt nordost, men åt sydväst är den platt. Runt Liberk är det ganska tätbefolkat, med 72 invånare per kvadratkilometer. Närmaste större samhälle är Rychnov nad Kněžnou, 6,3 km sydväst om Liberk. Omgivningarna runt Liberk är en mosaik av jordbruksmark och naturlig växtlighet.